# Sorbus macrantha
Sorbus macrantha är en rosväxtart som beskrevs av Elmer Drew Merrill. Sorbus macrantha ingår i släktet oxlar, och familjen rosväxter. Inga underarter finns listade i Catalogue of Life.